# ヴァランティーヌ・テシエ
ヴァランティーヌ・テシエ（Valentine Tessier、1892年8月5日 - 1981年8月11日）は、フランスの女優。約30本以上の映画に出演した。

## フィルモグラフィ
- イタリア麦の帽子 (1928)
- ボヴァリー夫人 (1933年の映画) (1933)
- 禁男の家 (1936)
- Ménilmontant (1936)
- 背信（英語版） (1938)
- 幻の馬車（英語版） (1939)
- Le Lit à colonnes (1942)
- Désarrois (1946)
- 裁きは終りぬ (1950)
- Le due verità (1952)
- Nez de cuir (1952)
- ボルジア家の毒薬 (1953)
- Les enfants de l'amour (1953)
- 雪は汚れていた（英語版） (1954)
- フレンチ・カンカン (1954)
- Maddalena (1954)
- ノートルダムのせむし男 (1956)
- サン・フィアクル殺人事件（英語版） (1959)
- 小さな約束（フランス語版） (1972)
- リュミエールの子供たち（フランス語版） (1995)